# Sony Ericsson K770i
Sony Ericsson K770i為索尼爱立信於2007年10月31日推出的GSM手提電話。內建320萬畫素自動對焦數位相機。此機也是身為Cyber-shot手機的一員。